# معاهدة فورت جاكسون

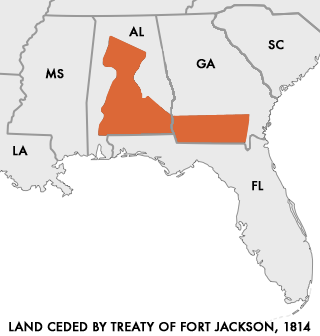

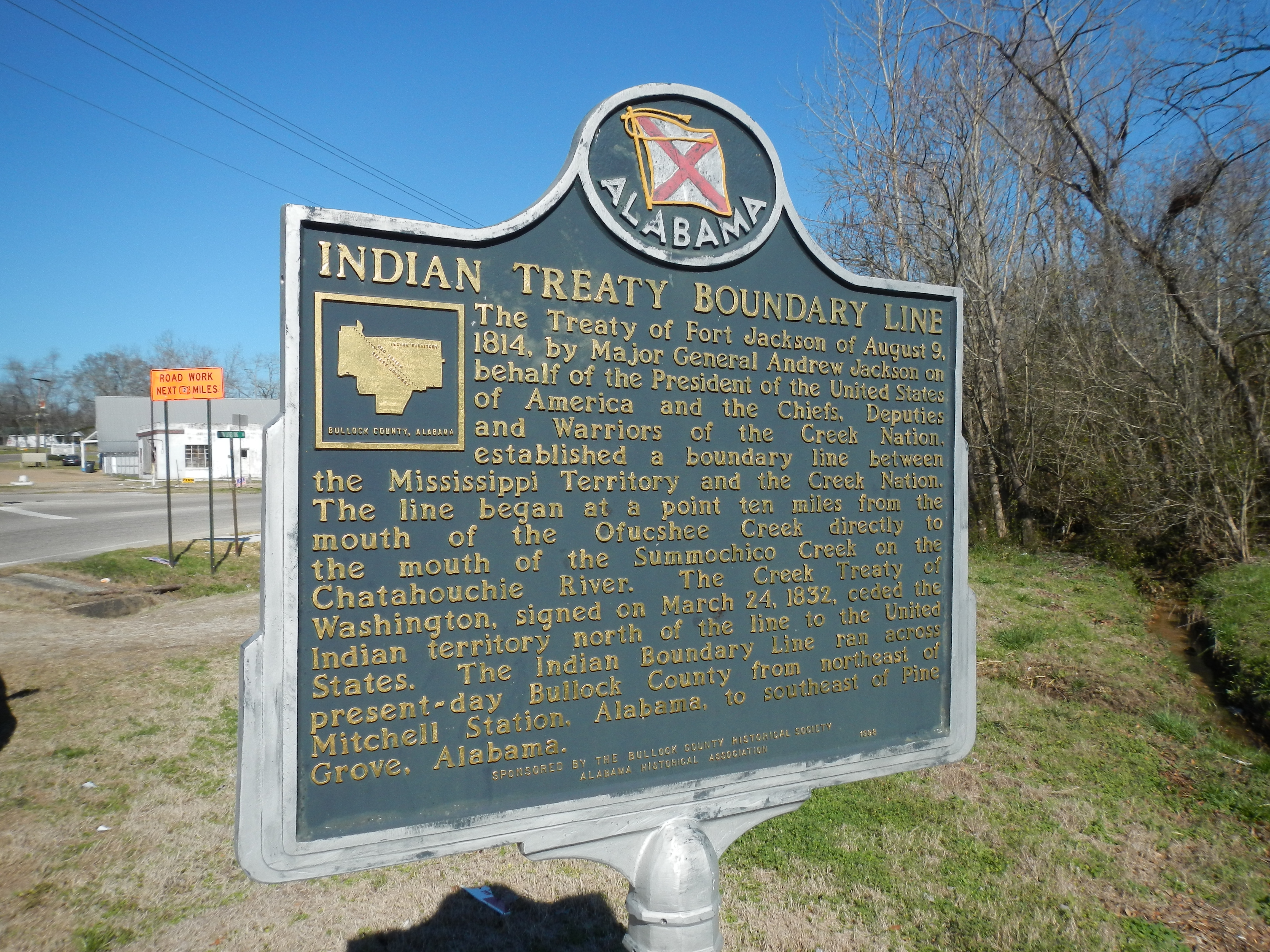
علامة تاريخية بالقرب من الاتحاد سبرينغز في مقاطعة بولوك، الالباما تظهرخط حدود الإقليم الهندي الذي أنشأته معاهدة فورت جاكسون.

معاهدة فورت جاكسون، تعرف أيضا بمعاهدة الخليج، وقعت في التاسع من اب عام 1814، في منطقة فورت جاكسون الواقعة في الاباما، وجاءت بعد هزيمة المجموعة الحمراء، ومقاومة القوات المتحالفة للولايات المتحدة، في معركة منعطف حذوة الحصان والتي حدثت على ضفاف نهر تالاباسا القريب من مدينة اليكساندر الحالية الواقعة في الالباما. قاد القوات الأمريكية اندريه جاكسون وتكونت هذه القوى من ميليشيا غرب مدينة تينيسي بالإضافة إلى مشاة الولايات الامركية المتحدة ال39، وتحالفت مع مجموعات متعددة من شيروكي ومن اصدقاء الخليج الادنى والذين كانوا إلى جانب الولايات المتحدة. اما الخليج الاعلى كان بقيادة الرئيس مينيوا والذي هرب إلى جانب المئات من الناجين إلى فلوريدا حيث تحالفوا هناك مع قبيلة سيمينول. الاستسلام اوقف حرب الخليج وقد كانت الولايات المتحدة تخوض حرب 1812 في الوقت ذاته.
نصت بنود المعاهدة على الشروط الاتية، تنازل الخليج عن 23 مليون فدان ما يعادل 93,000 كم2 من حدودها. بحيث يتبقى من جورجيا ومعظم مناطق الالباما مع حكومة الولايات المتحدة. هذا النصر النهائي حرر جاكسون ليستمر بعد ذلك إلى لويزيانا حيث هزموا هناك القوات السكان الاصلين ثم خاضوا معركة مع  الإنجليز في معركة new orleans وهزموهم.مما اكسبه كمية كبيرة من الدعم الواسع كما واسهم في فوزه في الحملة الرئاسية.

## نص الوثيقة
بنود المعاهدة والاستسلام تضمنت اليوم التاسع من اب عام 1814من الجنرال جاكسون لاجل مصلحة رئيس الولايات الأمريكية المتحدة والنواب والمحاربون من شعب الخليج، اما عن الحرب التي شنها العدائيون من شعب الخليج ضد الولايات المتحدة بالدماء الحمراءواستسلمت وكانت غير مبررة، فقد قبلت بالرفض وتم تحجيمها كما وخضعت للقضاء في العديد من الدول المذكورة تماشيا مع مبادئ العدالة العالمية واخلاقيات الحرب.
ويعود الفضل الأكبر لسداد الراي في مواصلة الاوامر والتعليمات التي من شانها إعادة السلام من جديد.
والجدير بالذكر انه قبل غزو ذلك الجزء من الخليج والذي يعتبر الجزء المعادي للولايات المتحدة كانت هناك اقلية ممن رفضوا السلام ووقفوا ضده وضد سكان الولايات المتحدة، على عكس من مجتمعهم بها علاقات تفاهم ترجع لعدة اعتبارات من اهمها المعاهدات، مثل معاهدة عام 1719 بن الشعبين والتي تضمنت التاكيد على التوافق.